# Pound
Pound es una revista canadiense de música hip-hop, con sede en Toronto, la cual es distribuida de manera gratuita por todo Canadá. Pound fue fundada en 1998, iniciando su publicación en diciembre de 1999, y sus ediciones aparecen cuatro veces por año. Hasta julio de 2009, la revista ha publicado 42 ediciones.

## Historia
Pound fue fundada por el periodista chileno-canadiense Rodrigo Bascuñán junto con Andrew Cappell, Kostas Pagiamtzis y Christian Pearce en mayo de 1998. Su actual publicador, Michael Evans, se integró a la revista en enero de 2000. Desde su inicio, la revista ha sido conocida por su sentido del humor y contenido político, específicamente la columna "Babylon System", de la cual surgió un libro.
La revista ha presentado a diversos artistas emergentes en sus páginas, destacando a algunos antes de lograr el reconocimiento local e internacional. Pound ha ganado el premio a la Publicación del Año en los Premios de Música Urbana Canadiense (Canadian Urban Music Awards en inglés) de 2004 y 2005.
En diciembre de 2009, a 10 años de la publicación de la primera edición canadiense, Pound lanzó una edición en español para Pound Latinoamérica, encabezada Javier Carmona y su equipo de MK Studios y que posee sus oficinas en Santiago de Chile. De la misma forma que la versión canadiense, la edición latinoamericana de Pound se distribuye de manera gratuita en Santiago y también se encuentra en puntos de venta a $ 2.000.